# Kingston (Devon)
Pour les articles homonymes, voir Kingston.
Kingston est un village diffus et une paroisse civile du Devon, situé dans l'Angleterre du Sud-Ouest.
Le village se situe à cinq kilomètres au sud-ouest de Modbury et à environ deux kilomètres de l'embouchure de la rivière Erme à Wonwell.
Il possède un petit hall de village - the Reading Room - qui est utilisé régulièrement pour les événements municipaux. Il y a plusieurs vieilles maisons, dont de plaisants cottages au toit de chaume. Un des attraits du village est la plage de Westcombe (wis-com).